# Wilson (Ohio)
Wilson – wieś w Stanach Zjednoczonych, w stanie Ohio, w hrabstwie Monroe.